# Thyrsanthemum goldianum
Thyrsanthemum goldianum är en himmelsblomsväxtart som beskrevs av David Richard Hunt. Thyrsanthemum goldianum ingår i släktet Thyrsanthemum och familjen himmelsblomsväxter. Inga underarter finns listade.